# Флипер
Флипер е вид електромеханична аркадна игра, в която играчът набира точки, като управлява едно или няколко метални топчета с помощта на лостчета (флипери) върху игралното поле. Основната цел е набирането на възможно повече точки. Втората цел е максимално удължаване на времетраенето на играта, което зависи от удържането на топчето в игралното поле и от появата на допълнителни топчета, което може да доведе до безплатна игра.
Самите лостчета се контролират механично или електромеханично и са с дължина 3 – 7 см. С тяхното задвижване се направлява движението на топчето и те са единственият начин за контрол от страна на играча. Точната преценка на времето на удара позволява на играча да насочи топчето така, че да уцели различни цели, които му носят точки и същевременно да предотврати изпадането му от игралното поле.

## История
Първите такива игри (на английски: pinball games) се появяват в началото на 1930-те и не са имали лостчета; при тях след пускането на топчето то се търкаля надолу по игралното поле, ръководено от статично закрепени щифтове („pins“) в посока към няколко зони с различни печалби. Именно оттук е името на играта. През 1933 с добавяне на батерии започва да се използва електричество, а през 1934 механизмът за събиране на точки е автоматизиран с въвеждането на прост механичен брояч. Въведени са и първите звуци, издавани въз основа на електромеханични камбани, звънци и зумери.
През 1947 г. се появяват първите механични флипери, а в началото на 1950-те навлизат познатите днес двулостови конфигурации, при които флиперите са в дъното на игралното поле преди централно разположена дупка, и се превръщат в стандарт.